# Корженевский, Эдуард Иванович
Эдуард Иванович Корженевский (1909—2003) — советский инженер-конструктор, организатор испытаний и создания ракетно-космической техники, участник осуществления запуска Первого в Мире искусственного спутника Земли — космического аппарата «Спутник-1» (1957) и участник подготовки и осуществления первого в мире полёта космического корабля-спутника Восток с человеком на борту (1961), кандидат технических наук (1959). Лауреат Ленинской премии (1957).

## Биография
Родился 13 декабря 1909 года в Тифлисской губернии.

### Образование начало деятельности
С 1927 по 1932 год обучался на Механико-математическом факультете МГУ имени М. В. Ломоносова. С 1932 по 1941 год на научно-исследовательской работе в области прочности самолётных конструкций в Центральном аэрогидродинамическом институте. С 1941 по 1946 год в период Великой Отечественной войны работал на Куйбышевском заводе «Красное Сормово» в должности инженера, был участником изготовления снарядов для боевой машины реактивной артиллерии «БМ-13» («Катюша»).

### В ОКБ-1 — НПО «Энергия» и участие в создании ракетно-космической техники
С 1946 года на научно-исследовательской работе в Специальном конструкторском бюро НИИ-88 (с 1950 года — ОКБ-1 под руководством С. П. Королёва, с 1966 года — Центральное конструкторское бюро экспериментального машиностроения, с 1974 года — НПО «Энергия»), с 1946 по 1950 год работал в должности инженер-конструктора отдела №3 под руководством В. П. Мишина.  Э. И. Корженевский был участником проектирования двигательной 
установки первой баллистической ракеты Р-1. С 1950 по 1952 год — руководитель сектора прочности, с 1952 по 1977 год — начальник конструкторского отдела. В 1959 году Э. И. Корженевскому Приказом ВАК СССР без защиты диссертации была присвоена учёная степень кандидат технических наук. С 1977 по 1989 год — руководитель конструкторского комплекса ЦКБЭМАШ — НПО «Энергия».
Э. И. Корженевский вёл работы по проектированию и разработке конструкторской документации, созданию и проведению испытаний ракеты-носителя многоступенчатой межконтинентальной баллистической ракеты «Р-7», искусственных спутников Земли, в том числе в 1957 году — первого в Мире космического аппарата «Спутник-1» и последующих за ним, в 1961 году — первого в Мире полёта космического корабля-спутника «Восток» с человеком на борту и последующие пилотируемые космические корабли «Союз» с их модификациями, занимался разработкой первых твердотопливных баллистических ракет средней дальности «РТ-1», «РТ-2» и их дальнейших модификаций, транспортных беспилотных грузовых космических кораблей «Прогресс», серии пилотируемых орбитальных научных станций, осуществлявших полёты в околоземном космическом пространстве с космонавтами и в автоматическом режиме — «Салют» и «Мир» , а так же участвовал в создании  орбитального корабля-ракетоплана многоразовой транспортной космической системы «Буран», созданного в рамках программы «Энергия — Буран». Э. И. Корженевский был участником создания и полигонных испытаниях ракеты-носителя сверхтяжёлого класса «Н-1», аппаратуры и систем блоков «Д» и «ДМ» для ракет-носителей тяжёлого класса «Протон», был участником осуществления подготовки и полётов разведывательных космических аппаратов «Зенит» и космических кораблей созданных в рамке космической программы «Союз — Аполлон».
20 апреля 1956 года Указом Президиума Верховного Совета СССР «За создание и принятие на вооружение ракеты Р-5М» Э. И. Корженевский был награждён Орденом Трудового Красного Знамени. 18 декабря 1957 года «закрытым» Постановлением ЦК КПСС и СМ СССР «За большие успехи в деле развития ракетной науки и техники и успешное создание и запуск в Советском Союзе Первого в Мире искусственного спутника Земли космического аппарата «Спутник-1» Э. И. Корженевский был удостоен Ленинской премии.
17 июня 1961 года Указом Президиума Верховного Совета СССР «За успешное выполнение специального задания Правительства по созданию образцов ракетной техники, космического корабля-спутника "Восток" и осуществление первого в мире полета этого корабля с человеком на борту» Э. И. Корженевский был награждён орденом Ленина. 15 января 1976 года Указом Президиума Верховного Совета СССР «За участие в работе по осуществлению полёта орбитальной станции "Салют-4", а также вклад в осуществление совместного полёта советского и американского космических кораблей в рамках космической программы "Союз-Аполлон"» Э. И. Корженевский был награждён Орденом Трудового Красного Знамени.
Скончался 8 октября 2003 года в Москве, похоронен на Ваганьковском кладбище.

## Награды
- Орден Ленина (17.06.1961)
- Орден Октябрьской Революции (1971)
- три Ордена Трудового Красного Знамени (в том числе 20.04.1956 и 15.01.1976)

### Премии
- Ленинская премия (18.12.1957)[1][3][4][2][5]